# Kostel Archanděla Michaela (Hrozová)
Kostel Archanděla Michaela v obci Hrozová (okres Bruntál) je farní původně opevněný kostel přestavěný v roce 1781, který je kulturní památkou České republiky.

## Historie
První zmínky o obci Hrozová a kostele pocházejí z roku 1309. Jádro kostela pochází z poslední čtvrtiny 13. století. Kostel byl rozšířen v první polovině 15. století (přistavěna sakristie) a postupně upravován 18. a 19. století. V roce 1758 byla upravena gotická okna na barokní. V roce 2011 proběhla oprava střechy a fasády, uvnitř kostela byl proveden částečný archeologický průzkum. V roce 2011 v prováděných sondách omítky vedle hlavního oltáře byly objeveny fresky z 13. století. V následujících letech byly fresky v kněžišti odkryty a v letech 2014–2015 proběhla jejich restaurátorská konzervace. Patří k nejstarším středověkým nástěnným malbám na území Moravskoslezského kraje.
Na záchraně kostela se podílelo Občanské sdružení Královský stolec.
Kolem hřbitova byla postavena kamenná hřbitovní zeď, která byla opravena v roce 2004.
Od roku 1862 farním kostelem. Farní kostel patří pod Děkanát Krnov.

## Popis
Raně gotická jednolodní orientovaná zděná stavba s polygonálním chórem. Loď zaklenuta třemi poli pruských kleneb na příčných pásech. Nad sakristií se nachází oratoř. Hranolová věž byla přistavěna osově k západnímu průčelí. K bokům věže přisedají přístavky, jižní se schodištěm na kruchtu s varhany. Hlavní vstup je vstupní předsíni v jižním stěně. V nižších patrech věže se nacházejí střílnová okénka. Ve zvonovém patře jsou dva zvony, zvonová okna jsou doplněna kulatým ciferníkem věžních hodin. Věže je zakončená hrotitou střechou se špicí.
Hřbitovní zeď je původní obvodová hradba s opěrnými pilíři, je asi 80 cm tlustá a místy vysoká až tři metry. Na jižní straně je piliřovitá vstupní brána.
Původní krytina kostela byla břidlice, při opravách v roce 2011 byla střecha pokryta eternitem.

### Interiér
Novorománský hlavní oltář zhotovený v roce 1891 podle návrhu Paula Assmanna z Opavy. Obraz sv. Michaela z roku 1851 namaloval A. Sperlich. Dřevěná trojramenná kruchta na novorománských sloupech byla postavena v roce 1893.
Varhany pravděpodobně z roku 1672 byly nahrazeny novými, které byly zakoupeny v roce 1893 u varhanářské firmy Rieger v Krnově.

### Fresky
Období vytvoření fresek se odhaduje do období osmdesátých až devadesátých let 13. století. V rámci projektu Fresky v Hrozové – unikát na hranici byly v letech 2014–2015 restaurátorsky konzervovány. Při pohledu na kněžiště vlevo od okna se nachází postava sv. Michaela, který je zobrazen jako andělský rytíř v boji s drakem. Na pravé straně se nachází postava panovníka sv. Václava se svatozáří, žezlem a korunou. Na klenbě kněžiště se nachází scéna trůnícího Krista v mandorle, kterou nesou dva andělé. Výjev doplňují symboly čtyř evangelistů býk sv. Lukáše, sv. Petra s tonzurou a klíčem (severní strana), sv. Pavla s obnaženým mečem (jižní strana) a sv. Ondřeje (na západní straně).

### Zvony
Původní dva zvony byly už zmiňovány už v polovině 17. století. V roce 1757 byly odlity dva nové zvony ve zvonařské dílně Františka Stankeho (1765–1844) v Opavě. V roce 1806 byl přelit velký zvon u zvonaře Františka Leopolda Stankeho (1800–1873) v Opavě. V roce 1915 byl nejmenší zvon o průměru 30 cm s reliéfem Panny Marie rekvírován (odevzdán pro vlasteneckou sbírku). V roce 1916 byl rekvírován největší zvon o průměru 90 cm a váze 314 kg s reliéfy sv. Petra a Archanděla Michaela. V roce 1923 byly pořízeny tři nové zvony, které ulila zvonařská firma Richarda Herolda v Chomutově. Pravděpodobně v této firmě byl přetaven zbylý zvon o průměru 62 cm z reliéfem sv. Josefa. Největší zvon sv. Michael vážil 384 kg, průměr 85,5 cm nesl nápisy: DER R. K. PFARRKIRCHE GESPENDET VON WOHLTÄTERN ZUM ANDENKEN AN DIE GEF. KRIEGER 1914-1918 AUS GRO - SSE UND RAUSEN. Druhý nápis: HL. MICHAEL, BITTE FÜR UNS! Prostřední zvom sv. Josef měl průměr 68,5 cm váha 158 kg a nesl nápisy: DER R. K. PFARRKIRCHE GESPENDET VON WOHLTÄTERN AUS GROSSE UND RAUSEN. Druhý nápis: HL. JOSEF BITTE FÜR UNS! Třetí byl zasvěcen Panně Marii vážil 103 kg, průměr 57 cm a nesl nápisy: na krku ve třech řadách DER R. K. PFARRKIRCHE / GESPENDET VON KARL REISCH / AUS GROSSE. na protější straně HL. MARIA, BITTE FÜR UNS / IN DER STUNDE DES TODES! a dole MICH GOSS RICHARD HEROLD KOMOTAU 1923. Celková cena zvonů činila 20 051,16 korun. V roce 1942 byly rekvírovány dva zvony sv. Michael (váha 382 kg) a sv. Josef (váha 155 kg). Zvony odebrala firma německá stavební firma Hanse Görlicha z Nové Vsi u Osoblahy. Rekvírované zvony byly sváženy krajským spolkem Kreishandwerkerschaft, který je po železnici posílal do Německa. V kostelní věži je ještě jeden zvon, který byl ulit v roce 1920 brněnskou zvonařskou firmou Hiller a je zavěšen na místě největšího zvonu. Věžní hodiny, které vyrobila firma Beitel v Moravském Berouně, byly pořízeny v roce 1926. Podle zavěšení zvonu z roku 1920, který je na zvonové stolici zavěšen napevno, svědčí o tom, že sloužil jako hodinový cimbál. Bicí zařízení věžních hodin bylo v minulosti uzpůsobeno k velkému a malému zvonu.

## Galerie

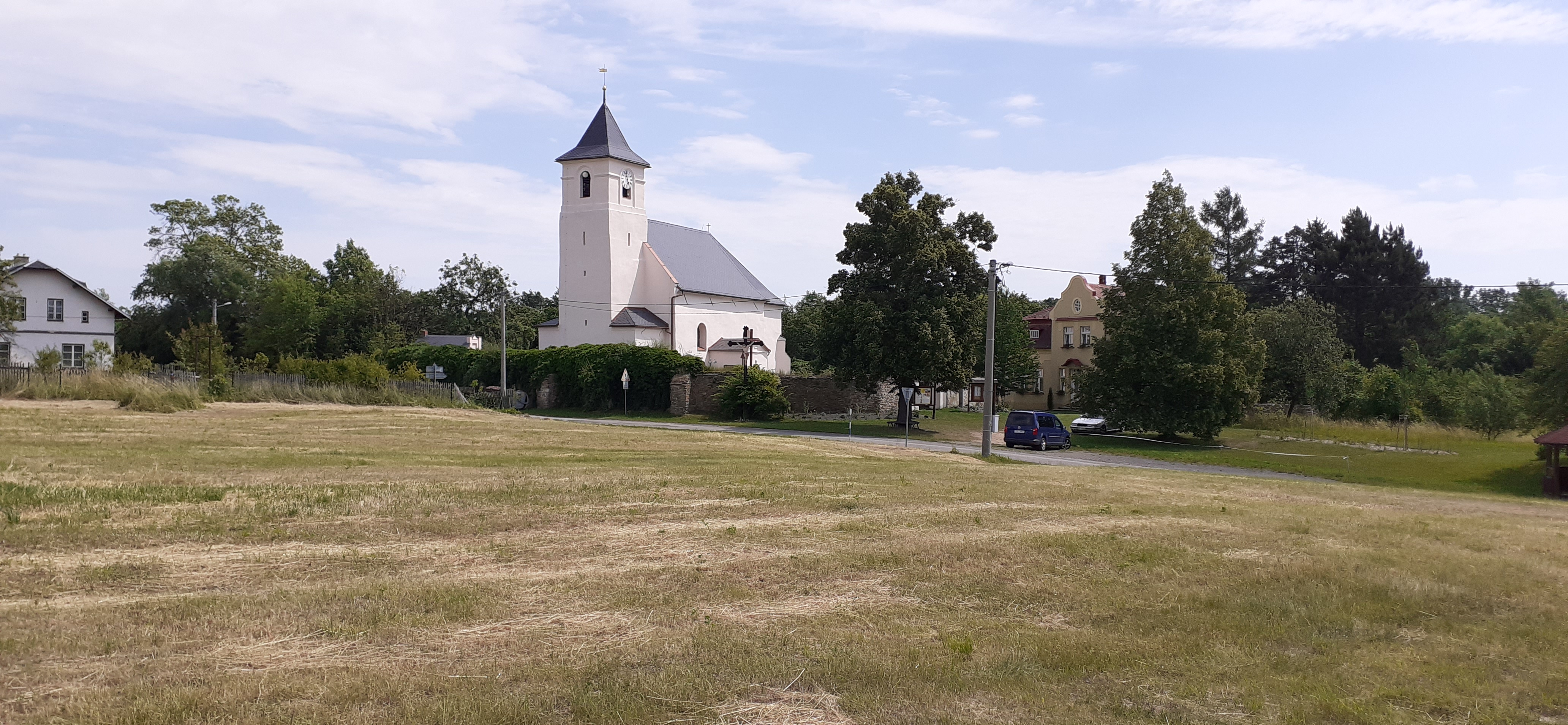
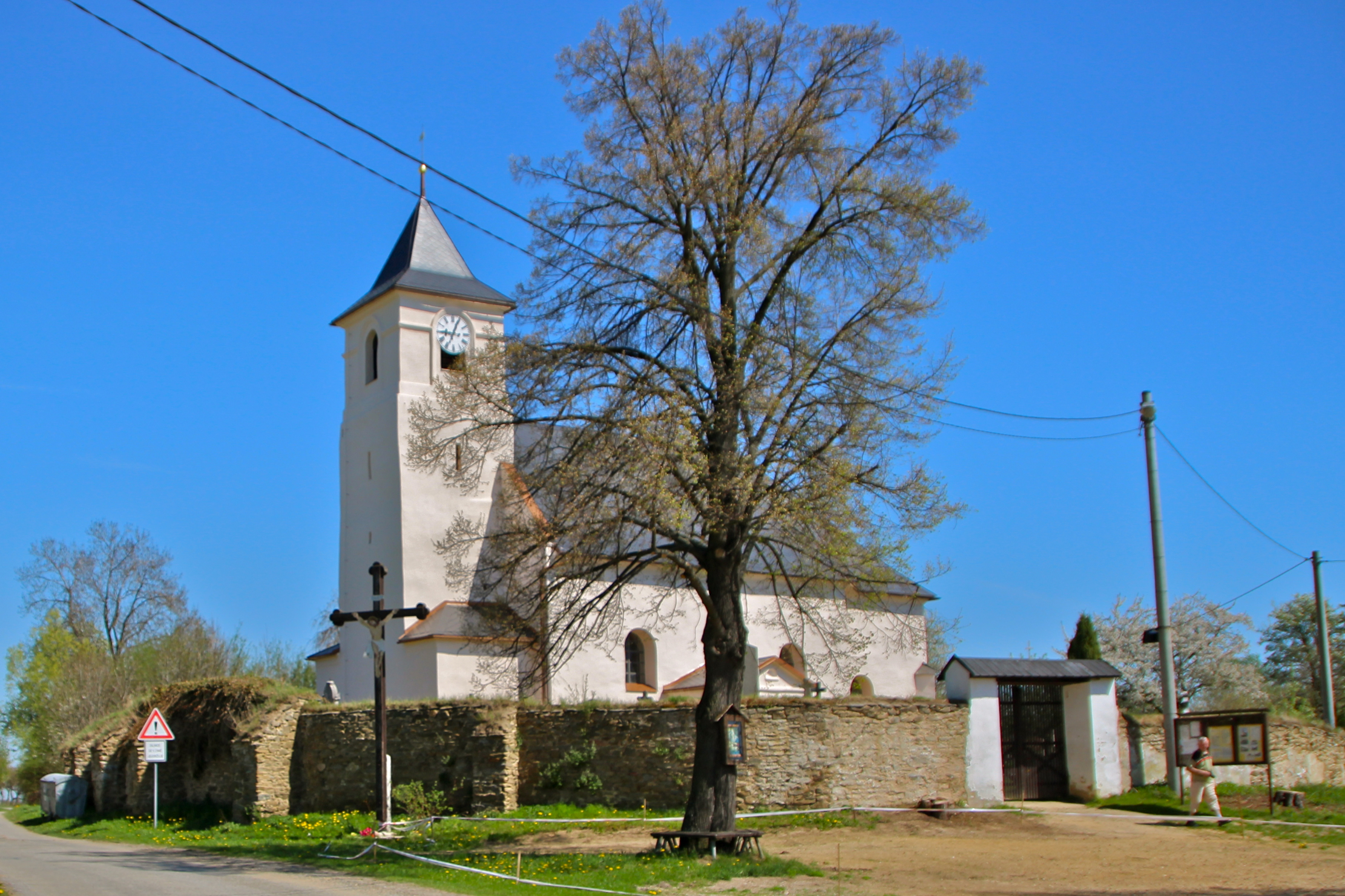
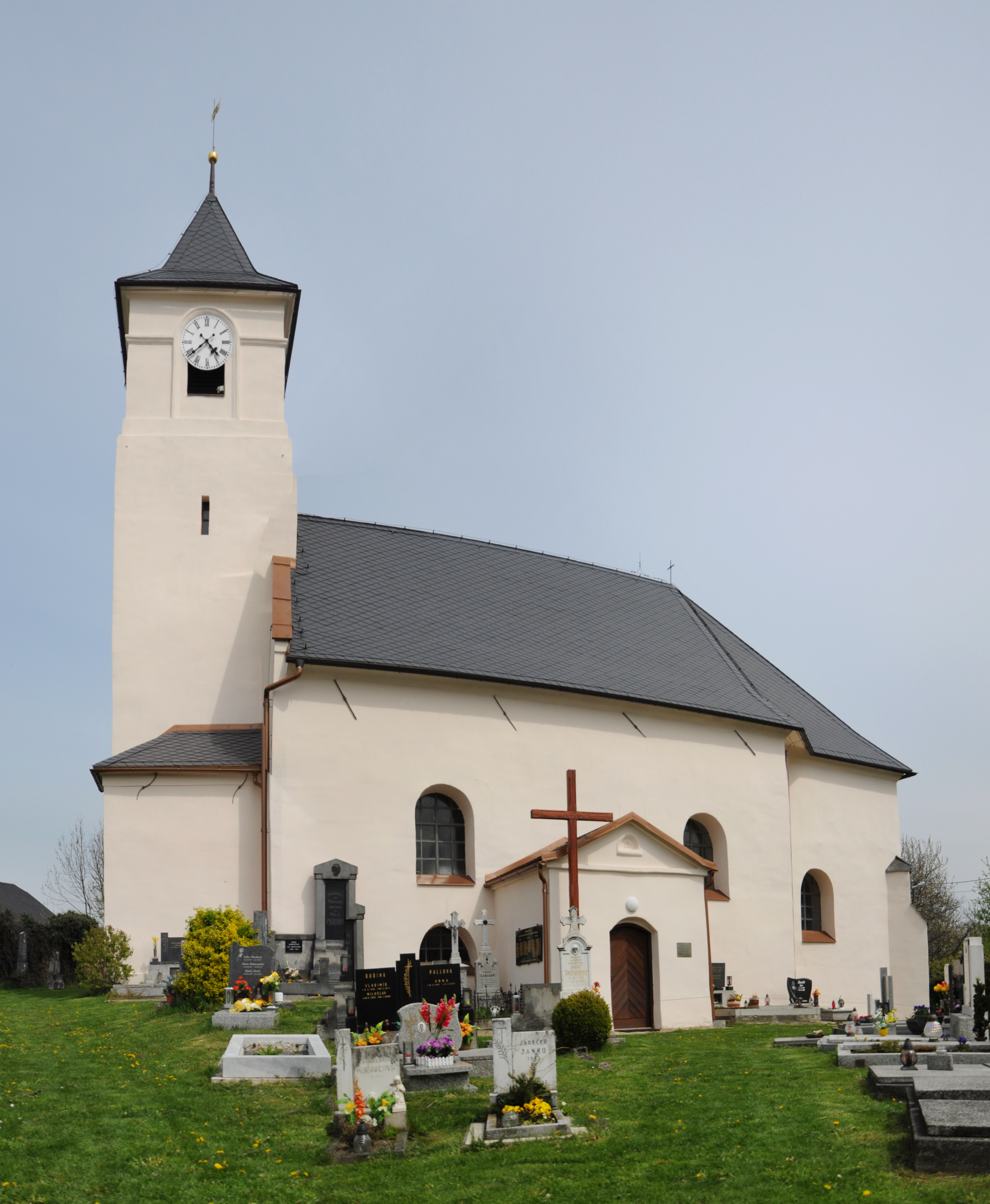
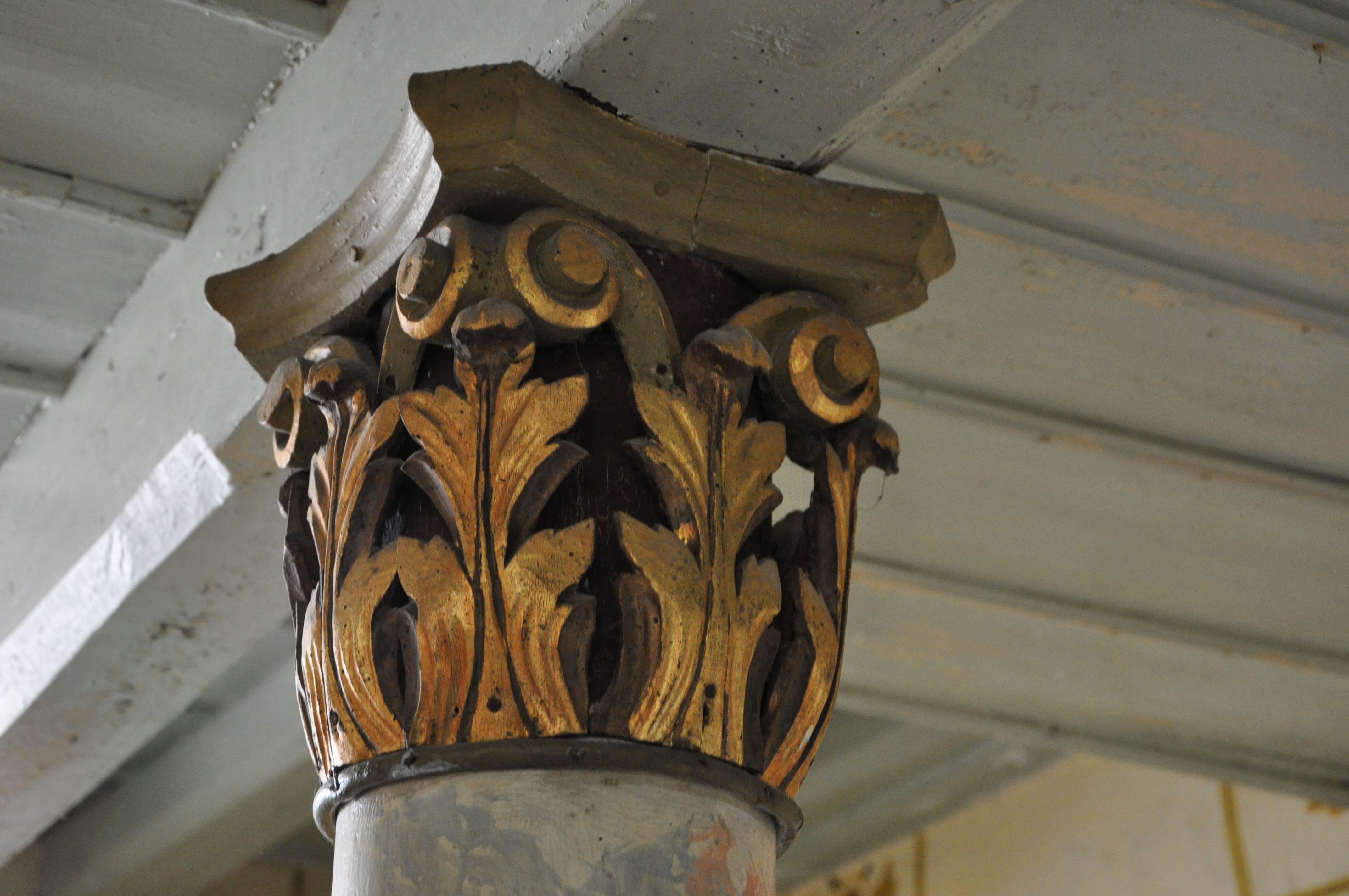

### Poznámka
1. 1 2  Váhové údaje jsou dány podle uvedených zdrojů. Vzhledem k velikosti zvonů jsou zanedbatelné.